# فرانتس برنتانو
فرانتس برنتانو (به آلمانی: Franz Brentano) (زاده ۱۶ ژانویه ۱۸۳۸ – درگذشته ۱۷ مارس ۱۹۱۷) فیلسوف و روانشناس آلمانی بود.

## زندگی
او در ۱۶ ژانویه ۱۸۳۸ در آلمان زاده شد. تحصیلات خود را در دانشگاه‌های مونیخ، دانشگاه وورتسبورگ و برلین به اتمام رساند. وی توجه خاصی به ارسطو و فلسفه مدرسی وی داشت. رساله خود را تحت عنوان «معانی چندگانه وجود در ارسطو» ارائه داد. آثار و عقاید برنتانو در شکل‌گیری افکار فروید، هوسرل و هایدگر تأثیر بسزایی داشت.
برنتانو در سال ۱۹۱۷ در زوریخ درگذشت.
برنتانو، فیلسوف و روانشناس آلمانی، فلسفه را به طور عمیقی با روانشناسی درآمیخت و آن را به عنوان بنیادی‌ترین علم ممکن معرفی نمود. او به عنوان بنیانگذار "روانشناسی کنش" (Aktpsychologie) و "پدیدارشناسی مدرن" شناخته می‌شود. یکی از مفاهیم کلیدی در فلسفه‌ی وی، "تجربه‌ی معنادار" یا (Intensionales Erlebnis) است، که فیلسوفان برجسته‌ای مانند ادموند هوسرل، آلکسیوس ماینونگ، ویلیام مک‌داول، زیگموند فروید و کارل اشتومف را تحت تأثیر خود قرار داد. این فیلسوفان و اندیشه‌ی آنها به "مکتب برنتانو" نیز شناخته می‌شوند.
تعالیم برنتانو، به ویژه در پراگ، توسط اساتید دانشگاه کارل به نسل‌های بعد منتقل شد و در کلوپ‌هایی مانند "کافه آرکو" و "حلقه لوور" توسط طرفدارانی چون امیل اوتیتز مورد بحث و گفتگو قرار گرفت.
با وجود این، برخی فیلسوفان و اندیشمندان مانند فلیکس ولتش و فرانتس کافکا، دیدگاه‌هایی انتقادی نسبت به آموزه‌های برنتانو داشتند. آلکسیوس ماینونگ نیز بعدها از برنتانو فاصله گرفت، زیرا تعریفی متفاوت از مفهوم روانشناختی "هدفمندی" ارائه می‌داد.
یکی از برجسته‌ترین شاگردان برنتانو، توماس گاریگ ماساریک، اولین رئیس جمهور چکسلواکی بود. آثار برنتانو همچنین تأثیر عمیقی بر مارتین هایدگر، فیلسوف برجسته آلمانی، در دوران جوانی او گذاشت.

## دیدگاه فلسفی
برنتانو معتقد بود که تمام پدیده‌های ذهنی "هدفمند" هستند، به این معنی که به چیزی به عنوان موضوع یا محتوا اشاره دارند، که این دیدگاه در تقابل با "ماتریالیسم" قرار دارد که ذهن را صرفاً مجموعه‌ای از فرآیندهای فیزیکی می‌داند. او بین "آگاهی از شیء" (Gegenständnisvorstellung) و "قضاوت" (Urteil) که شامل نسبت دادن صفتی به آن شیء می‌شود، تمایز قائل می‌شد. وی همچنین مفهوم "معنای روانشناختی" را معرفی کرد که به معنای محتوای ذهنی یک تجربه است و معتقد بود که معنای روانشناختی با معنای زبانی یک عبارت متفاوت است. او به شدت بر اهمیت "حِسِّ مشترک" (common sense) در فلسفه تأکید می‌کرد و معتقد بود که این منبع موثقی برای دانش درباره‌ی جهان است.

## تجربه‌ی معنادار در فلسفه‌ی برنتانو
تجربه‌ی معنادار (Intensionales Erlebnis) به این واقعیت اشاره می‌کند که پدیده‌های ذهنی همواره به چیزی معطوف هستند. به عبارت دیگر، هر تجربه‌ی ذهنی دارای محتوا یا موضوعی است که به آن ارجاع می‌دهد. برای مثال، تجربه‌ی تفکر، همواره تفکر در مورد چیزی است، احساس، احساسِ چیزی است و ادراک، ادراکِ چیزی است. این "معطوف بودن" را برنتانو (Intentionalität)  یا  معناداری  می‌نامد.
بنابراین، تجارب معنادار، با معناداریِ خود مشخص شده و از این طریق از پدیده‌های فیزیکی که فاقد چنین معناداری هستند، متمایز می‌شوند. برنتانو پدیده‌های ذهنی را به عنوان پدیده‌هایی تعریف می‌کند که در ذات خود، شامل یک "موضوع" هستند، به این معنی که دارای یک ارجاع درونی یا معناداری هستند.

## تأثیر بر هوسرل
ادموند هوسرل، بنیانگذار پدیدارشناسی، شاگرد برنتانو بود و به شدت تحت تأثیر آموزه‌های او قرار گرفت. ایده "معناداری" توسط هوسرل توسعه یافت. برای هوسرل، "معناداری" به مفهوم بنیادین پدیدارشناسی او تبدیل شد. او بررسی کرد که چگونه اعمال آگاهی به طرق مختلف به اشیاء معطوف می‌شوند و چگونه این اشیاء در آگاهی ظاهر می‌شوند.
هوسرل با گسترش رویکرد برنتانو، نه تنها بر معطوف بودن آگاهی به اشیاء تأکید کرد، بلکه نحوه تشکیل این اشیاء در آگاهی را نیز مورد بررسی قرار داد. او تجزیه و تحلیلی دقیق از سطوح و ساختارهای مختلف آگاهی و چگونگی مشارکت آنها در شکل‌گیری معنا و فهم ارائه داد.